# Renato de' Pazzi
Renato de' Pazzi (Firenze, 6 settembre 1442 – Firenze, aprile 1478) è stato un politico italiano implicato nella Congiura de' Pazzi, nipote di Jacopo de' Pazzi.

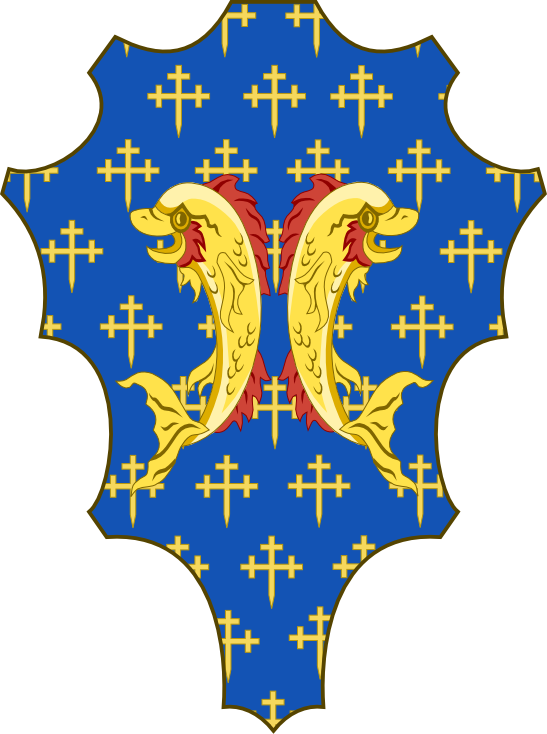
Stemma dei Pazzi

Venne battezzato alla presenza di Renato d'Angiò, amico di suo nonno Andrea, e venne nominato Renato in suo onore.

## Biografia
Era tra i sette figli di Piero de' Pazzi, fratello di Jacopo e Antonio de' Pazzi. Era cugino di Guglielmo de' Pazzi e di Francesco de' Pazzi.
Sposato a Francesca Martini dal 1463, aveva avuto alcuni incarichi politici come membro degli VIII di Guardia e Balìa nel 1473 e ufficiale di zecca nel 1476. 
Sebbene contrario alle iniziative dei suoi parenti Jacopo e Francesco de' Pazzi circa la Congiura dei Pazzi e l'eliminazione dei Medici, dopo l'insurrezione popolare che seguì i fatti dell'aprile 1478 tentò di mettersi in salvo da Firenze fuggendo.
Fu comunque catturato e, sebbene estraneo alla congiura, venne impiccato a una finestra di palazzo della Signoria dopo la sommossa del 26 aprile. Lasciò otto figli.